# Tercera orden de Santo Domingo
La Tercera Orden de Santo Domingo es la rama laica de la Orden de Predicadores —conocida como Dominicos— fundada por Santo Domingo de Guzmán en 1216. La rama laical tiene sus orígenes en las Hermandades de la Penitencia de Santo Domingo y responde al deseo de hombres y mujeres seglares de vivir según el carisma de la Orden. La rama laical de la Orden de Predicadores actualmente se denomina Fraternidad laical de Santo Domingo. Se hace un postulantado y discernimiento vocacional, ya que es un tipo de vida religiosa, posteriormente se hacen las Promesas temporales y luego de determinados años se hacen las promesas perpetuas.

## Origen
Cuando Domingo de Guzmán inicia su predicación itinerante en la región francesa del Languedoc para tratar de hacer volver de manera pacífica al catolicismo a los herejes cátaros, algunos hombres y mujeres se sumaron a él y a la Jesu Christi Praedicatio o Santa Predicación, nombre que recibió esta campaña de predicación. Un grupo de mujeres que abandonaron la herejía regresando al catolicismo constituyeron en Prouille, en 1206, lo que sería el primer monasterio de monjas dominicas contemplativas, el monasterio de Prouille. En torno a esta fundación, Domingo de Guzmán articuló su trabajo misionero, en el que continuó después de declararse la cruzada contra los herejes, optando así por una solución pacífica al problema de la herejía. También ayudaron a su labor muchos laicos por medio de diversas contribuciones y donaciones y donando sus propias vidas para colaborar. Es el caso de laicos como Sans Gasc y su mujer Enmergarda Goudouli, y de Arnaldo y Alazaïs Ortiguer. Unos años más tarde, Domingo reunió también a un pequeño grupo de hombres que serán los primeros frailes de la futura Orden de Predicadores.
En vida de Domingo surgieron diferentes grupos de laicos ligados a los conventos de frailes dominicos, sobre todo en la Toscana. El movimiento laical de la penitencia era muy numeroso en el siglo XIII y gran parte de él fue aglutinándose en torno a las recién fundadas órdenes mendicantes. Los penitentes dominicos se diferenciaban por vestir capa negra frente a los penitentes franciscanos que llevaban capa gris. Finalmente, en 1285, el séptimo Maestro de la Orden, fray Munio de Zamora, dotó a la rama laical de su primera regla de vida, lo que la reconocía plenamente como parte de la Orden de Predicadores.

## Hábito
Se sabe que desde muchísimos años ha existido la opción de que la persona laica religiosa utilice el hábito según una Orden Religiosa y sus constituciones, Catalina de Siena y Rosa de Lima (santa) fueron mujeres Dominicas comunes y corrientes que decidieron entregarse a la rama laical de la Orden de Predicadores y sin ser monjas ni hermanas religiosas portaban el hábito con modestia.[cita requerida]
Actualmente pocas personas usan el hábito pero cuando el Laico Religioso Dominico Muere es enterrado con él, solamente se suele utilizar en las procesiones, misas solemnes, fallecimientos de miembros de la Orden, Jubileos entre otras festividades, el laico debe proporcionar el uso de su hábito a sus superiores.[cita requerida]
El hábito a comparación de los hábitos usados por frailes y monjas no suele llevar el escapulario monacal, se suele llevar el escapulario de Laico, en algunos casos se utiliza un cíngulo o faja en lugar del cinturón. Actualmente entre todas la Órdenes Terciarias Seglares es la que tiene un hábito distintivo, junto con la Orden de Carmelitas Descalzos Seglares, la Tercera Orden del Carmen y Orden Tercera de los Heraldos del Evangelio (https://caballerosdelavirgen.org/uncategories/que-son-los-cooperadores-de-los-heraldos-del-evangelio/).[cita requerida]

## Santos, Beatos, Venerables y Siervos de Dios

### Santos
- Santa Catalina de Siena, terciaria dominica, Doctora de la Iglesia.
- Santa Rosa de Lima, terciaria dominica, patrona de América.
- San Luis María Grignion de Montfort, fundador de la Compañía de María Montfortiana, la Familia Montfortiana y autor del Tratado de la Verdadera Devoción a la Santísima Virgen María.
- Santa Margarita de Castello, terciaria dominica, canonizada por el papa Francisco.
- Santa Zdislava de Lemberk
- Santa Marina de Omura, mártir.
- Santo Tomás Nguyen, mártir.
- Santo Tomás Toan, mártir.
- San Estéban Nguyen Van Vinti, mártir.
- San José Nguyen, mártir.
- Santo Pier Giorgio Frassati

### Beatos
- Beato Bartolomé Longo
- Beato Fructuoso Pérez Márquez

### Venerables
- Venerable Luisa Piccarreta. Mística y terciaria dominica italiana, conocida como la "pequeña hija de la divina voluntad".